# Acyphoderes suavis
Acyphoderes suavis là một loài bọ cánh cứng trong họ Cerambycidae.